# Dawson City
Dawson City is een stad in het Canadese territorium Yukon. De plaats ligt 248 km ten zuiden van de noordpoolcirkel en is de toegangspoort naar dit gebied.
Hoewel Dawson City minder dan 2000 inwoners heeft, is het vanwege zijn geschiedenis een bekende plaats. Eind 19e eeuw ontstond daar een goldrush die deze afgelegen plaats midden in de wildernis veranderde in de grootste stad (40.000 inw.) ten westen van Winnipeg en ten noorden van Seattle. Toen de goudmijnen uitgeput raakten, trokken de meeste bewoners weer weg uit dit barre gebied, en nam de plaats qua betekenis steeds verder af. Het dieptepunt hiervan werd officieel bevestigd in 1952, toen de stad zijn functie als hoofdplaats verloor aan Whitehorse.
Activiteiten in dit stadje zijn onder andere een rondleiding door de goudvelden, een bezoek aan het Diamond Tooth Gerties Casino, boottrips op de rivier de Yukon en een bezoek aan de Gaslight Follies show in het Palace Grand Theatre.

## Goldrush
In 1896 werd in Dawson City goud ontdekt op de plek waar een Indiaans visserskamp was gevestigd. Deze ontdekking leidde tot een ware stormloop waarbij duizenden mensen vanuit de hele wereld naar deze regio trokken. Deze gebeurtenis staat bekend als de Goldrush van Klondike en bracht de Canadese regering er in 1898 toe Yukon officieel uit te roepen tot een van de Canadese Territories.
De ontdekking van goud in Dawson City wordt doorgaans toegeschreven aan drie pioniers uit de Yukon-regio. Het gebeurde op een zonnige namiddag in augustus toen George Carmack, Dawson Charlie en Skookum Jim langs Rabbit Creek trokken (later omgedoopt tot Bonanza Creek). Een andere versie van het ontdekkingsverhaal is dat mevrouw Carmack het goud aantrof toen ze de kleren van George waste. Omdat er geen aanvoer van goederen van buitenaf bestond, namen de mijnwerkers hun eigen voorraden mee in een tocht van 800 kilometer over woest terrein, bergpaden (onder andere de Chilkoot en White Pass), meren en de Yukon-rivier.

## Klimaat
Dawson City heeft een (sub)poolklimaat. In juli kan het gemiddeld zo'n 23 °C worden; in januari is het ongeveer -31 °C. Deze temperatuurschommelingen zijn normaal in dit deel van Canada

## Geboren
- Victor Jory (1902-1982), acteur